# Kolona (chemie)
Kolona je zařízení, používané v chemickém průmyslu, jakož i v laboratorním měřítku, k frakční destilaci (rektifikace) nebo absorpci. Do kolony jsou zaváděny zpravidla zespoda páry a shora kapalina. Uvnitř kolony dochází k výměně hmoty mezi kapalnou a plynnou fází. V důsledku toho je plynná fáze obohacována o těkavější složky (destilace) a/nebo ochuzována o složky, které jsou rozpustné v kapalné fázi (destilace i absorpce).

## Druhy kolon podle operace

### Kolony absorpční a desorpční
Úkolem absorpčních kolon je odstraňovat z plynné fáze složku nebo složky rozpustné v kapalině. Typickým příkladem je odstraňování oxidu siřičitého ze spalin elektrárenských kotlů nebo získávání oxidu uhličitého absorpcí roztokem alkylaminů. Desorpční kolony naopak uvolňují z kapaliny do plynné fáze složku, která má vysokou tenzi par.
Absorpční a desorpční kolony lze provozovat jak protiproudně (kapalina proudí shora dolů, plyn zezdola nahoru), tak souproudně (obě fáze shora dolů). Pouze protiproudným uspořádáním toku však lze dosáhnout maximální dělicí účinnosti.

### Kolony rektifikační
Tyto kolony slouží k dělení směsí, které by jinak bylo nutno dělit mnohonásobnou destilací. Typickým příkladem je zde frakcionace ropy nebo koncentrování alkoholu získaného zkvašováním.
Rektifikace se provádí tak, že ze zdola (z tzv. vařáku) se zavádějí páry vroucí směsi. Tyto stoupají kolonou, přičemž se pohybují proti proudu kapaliny, která nad kolonou zkapalňuje v kondenzátoru. Proud kondenzátu se zpravidla dělí v určitém poměru ("refluxní poměr") mezi vrat do kolony a odběr hotového destilátu. U mnohapatrových kolon, typicky při frakcionaci ropy, lze odebírat kapalinu na několika místech (myšleno vertikálně). Z hornějších pater dostaneme níže vroucí destilát, z nižších pater výševroucí.
Při kontinuální rektifikaci se nástřik směsi provádí obvykle zhruba v polovině výšky kolony. Při vsázkové rektifikaci se nasadí dělená směs do vařáku a z kondenzátoru se odebírá destilát, jehož složení se postupně mění (jako první destilují nejníže vroucí složky).

## Druhy kolon podle náplně

### Kolony patrové
Tyto kolony jsou uvnitř vybaveny tzv. patry, na nichž je zadržována kapalná náplň. Plynná fáze při svém pohybu nahoru je donucena probublávat kapalinou, v důsledku čehož dochází k částečné výměně hmoty. Kapalina stéká na nižší patro přepady.

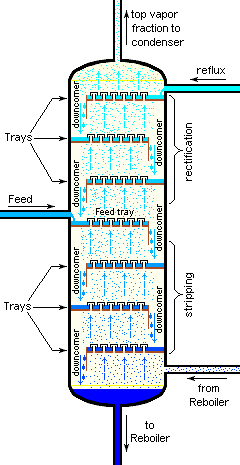
Typický příklad patrové rektifikační kolony se zvonkovými patry.

Nejčastěji se používají tzv. zvonková patra - přepážkou mezi patry procházejí krátké trubky z nižšího patra. Jsou zakryty "zvonky" - miskami, jejichž spodní okraj je ponořen v kapalině. Aby se plyn dostal nahoru, musí probublat kapalinou. Kapalina se dostane na nižší patro tzv. přepadem.

### Kolony náplňové
Tyto kolony nemají patra, nýbrž náplň, sestávající z elementů s relativně velkým povrchem (např. Raschigovy kroužky, Berlova sedélka). Kapalina stéká po těchto elementech, přičemž se plynná fáze pohybuje opačným směrem. Díky velké výměnné ploše dochází na povrchu elementů k obohacování nebo ochuzování kapaliny o složky z plynné fáze.